# پروسپر بروخمان
پروسپر بروخمان (هلندی: Prospère Bruggeman؛ ۷ مارس ۱۸۷۳ – نامشخص) قایقران روئینگ اهل بلژیک بود.
وی در مسابقات کشوری و بین‌المللی در مجموع برندهٔ ۶ مدال طلا، ۳ مدال نقره، ۲ مدال برنز شده‌است.